# Teodoreto de Antioquia
São Teodoreto (em grego:  Θεοδώρητος, dado por Deus) de Antioquia (início do século IV - 22 de outubro de 362) foi um padre cristão sírio, martirizado em Antioquia durante o reinado do imperador romano Juliano, o Apóstata.